# Museu Ferroviário de Lousado
O Museu Ferroviário de Lousado, ou Núcleo Museológico de Lousado, é um núcleo do Museu Nacional Ferroviário que  está localizado na freguesia de Lousado, no Município de Vila Nova de Famalicão, mais precisamente  
nas antigas oficinas da Companhia dos Caminhos-de-Ferro de Guimarães, empresa em atividade no período de 1880 a 1927.
O Museu Ferroviário de Lousado, à semelhança de outros núcleos do Museu Nacional Ferroviário, é gerido pela Fundação Museu Nacional Ferroviário em parceria com o Município de Vila Nova de Famalicão.
As instalações do Museu Ferroviário de Lousado constituem hoje um ícone da arqueologia industrial portuguesa. Até ao seu encerramento, esta infraestrutura ferroviária servia as linhas de Guimarães e do Minho, de bitolas diferentes (respetivamente métrica e ibérica) em via algaliada.
Possui também a mais antiga locomotiva de via estreita em Portugal, construída em Inglaterra em 1874, que convive com a carruagem posto-médico, onde se homenageia Egas Moniz, médico ferroviário, galardoado com o Nobel da Medicina em 1949. O conjunto apresenta secções especializadas, tais como pontes-rolantes, máquinas-ferramentas para fabrico e reparações de peças, forja, carpintaria e serração. São várias as locomotivas em exposição, todas elas consideradas joias ferroviárias, como a locomotiva n.º 6 CFPPV, construída em Inglaterra em 1874

## Exposição
A exposição do material circulante, organizada cronologicamente, tem por objetivo mostrar comboios de diversos tipos. O material, construído entre 1875 e 1965, é oriundo de oito companhias e foi adquirido em seis países a 15 construtores.
Item (ano de construção):
- Locomotiva CFG 6 “Soares Veloso” (1907)
- Locomotiva PPF 14 (1905)
- Locomotiva E 144 (1931)
- Locomotiva CF PPV 6 (1874)
- Automotora CP ME 7 (1948)
- Carruagem A 5 (1906)
- Carruagem C 334 (1906)
- Carruagem 8229004 (1911)
- Carruagem CFG 9443003 (1883)
- Salão de direcção SEyf 5 (1931)
- Vagão CFG 32 (1888)
- Vagão CFPPdeV 11 (1874)
- Dresina MEC 01
- Dresina DIE 3
- Dresina DPE 1
- Guindaste rolante oficinal (1875)
- Carruagem Posto-Médico
- Vagão fechado 1115008
- Cisterna de água 7013001
- Quadriciclos a pedal
- Vagonetas (Zorras)
- Grua rolante 941100
- Grua ambulante 941101